# Hanna Kolb
Hanna Kolb (* 21. August 1991 in Stuttgart) ist eine ehemalige deutsche Skilangläuferin. Sie gehörte ab 2011 dem Zoll-Ski-Team an.

## Karriere
Von ihren Eltern mit dem Skilanglaufsport in Berührung gebracht, begann Kolb im Alter von elf Jahren ihre ersten Wettkämpfe zu bestreiten.

### Juniorenbereich
2007 gewann die Schülerin des Skigymnasiums Oberstdorf zwei Titel bei den deutschen Juniorenmeisterschaften. In der Saison 2007/08 wurde sie erstmals im Alpencup eingesetzt, wo sie unter anderem den Sprint in Oberstdorf gewinnen konnte. Am Ende der Saison belegte sie den 47. Platz in der Gesamtwertung des Alpencups. Bei den Juniorenweltmeisterschaften 2008 in Mals gewann sie die Qualifikation des Sprintwettbewerbs und erreichte den Finallauf. Dort musste sie sich jedoch mit dem vierten Platz begnügen.
In der darauf folgenden Saison erreichte sie bei der Juniorenweltmeisterschaft in Le Praz-de-Lys-Sommand den Halbfinallauf und belegte den 28. Platz über 5 Kilometer Freistil. Mit der deutschen Staffel gewann sie die Bronzemedaille. Als Schlussläuferin konnte Kolb 35 Sekunden auf ihre russische Kontrahentin aufholen und besiegte im Schlusssprint ebenfalls die finnische Schlussläuferin, die 14 Sekunden vor ihr in die Loipe gegangen war. Wie schon im Vorjahr dominierte sie die Sprintwettbewerbe bei den deutschen Juniorenmeisterschaften und gewann die Goldmedaille im Sprint, Teamsprint und mit der Staffel.
Am 21. Februar wurde Kolb bei den Nordischen Junioren-Skiweltmeisterschaften 2012 im türkischen Erzurum U 23-Weltmeisterin im Freistil-Sprint.

### Weltcup
In der Saison 2009/10 wurde Kolb zum ersten Mal für den Skilanglauf-Weltcup nominiert. Beim Heimweltcup in Düsseldorf erreichte sie als einzige deutsche Läuferin das Halbfinale und belegte am Ende überraschend den elften Platz. Dieses gute Resultat ermöglichte ihr auch den Start beim Weltcupsprint in Davos, wo sie erneut die Qualifikation überstand. Sie schied diesmal jedoch im Viertelfinale aus und belegte hinter Stefanie Böhler den 20. Platz. Hanna Kolb wurde für die Olympischen Winterspiele 2010 in Vancouver nominiert. Hier überstand sie die Qualifikation im Klassik-Sprint, schied aber im Viertelfinale aus und wurde am Ende 25. (bei 54 Teilnehmerinnen).
Ihre beste Weltcupplatzierung gelang ihr in der Saison 2010/11 im Januar 2011 mit einem siebten Platz im Teamsprint von Liberec zusammen mit Denise Herrmann. Im Februar 2011 nahm sie an der Nordischen Skiweltmeisterschaft in Oslo teil. Sie schied im Sprint in der Qualifikation aus und wurde 59. (bei 84 Teilnehmerinnen).
Bei ihrer dritten Teilnahme am Sprint-Weltcup in Düsseldorf konnte Hanna Kolb in der Saison 2011/12 mit Rang elf erneut ihr bislang bestes Einzelergebnis erreichen.
Ihren ersten Podestplatz im Weltcup konnte Hanna Kolb in der Saison 2012/13 am 7. Dezember beim Teamsprint mit Denise Herrmann in Québec erringen.
Im Juli 2018 gab Hanna Kolb im Alter von 26 Jahren das Ende ihrer Karriere als Skilangläuferin bekannt.

## Platzierungen im Weltcup

### Weltcup-Statistik
Die Tabelle zeigt die erreichten Platzierungen im Einzelnen.
- 1.–3. Platz: Anzahl der Podiumsplatzierungen
- Top 10: Anzahl der Platzierungen unter den ersten zehn
- Punkteränge: Anzahl der Platzierungen innerhalb der Punkteränge
- Starts: Anzahl gelaufener Rennen in der jeweiligen Disziplin
- Hinweis: Bei den Distanzrennen erfolgt die Einordnung gemäß FIS.

| Platzierung         | Distanzrennen a | Distanzrennen a | Distanzrennen a | Distanzrennen a | Distanzrennen a | Skiathlon Verfolgung | Sprint | Etappen- rennen b | Gesamt | Team c | Team c  |
| Platzierung         | ≤ 5 km          | ≤ 10 km         | ≤ 15 km         | ≤ 30 km         | > 30 km         | Skiathlon Verfolgung | Sprint | Etappen- rennen b | Gesamt | Sprint | Staffel |
| ------------------- | --------------- | --------------- | --------------- | --------------- | --------------- | -------------------- | ------ | ----------------- | ------ | ------ | ------- |
| 1. Platz            |                 |                 |                 |                 |                 |                      |        |                   |        |        |         |
| 2. Platz            |                 |                 |                 |                 |                 |                      |        |                   |        | 1      |         |
| 3. Platz            |                 |                 |                 |                 |                 |                      |        |                   |        | 1      |         |
| Top 10              |                 |                 |                 |                 |                 |                      | 14     |                   | 14     | 7      |         |
| Punkteränge         | 2               |                 |                 |                 |                 |                      | 61     |                   | 63     | 12     | 1       |
| Starts              | 14              | 9               | 1               |                 |                 | 19                   | 72     | 7                 | 122    | 12     | 1       |
| Stand: Karriereende |                 |                 |                 |                 |                 |                      |        |                   |        |        |         |

### Weltcup-Gesamtplatzierungen

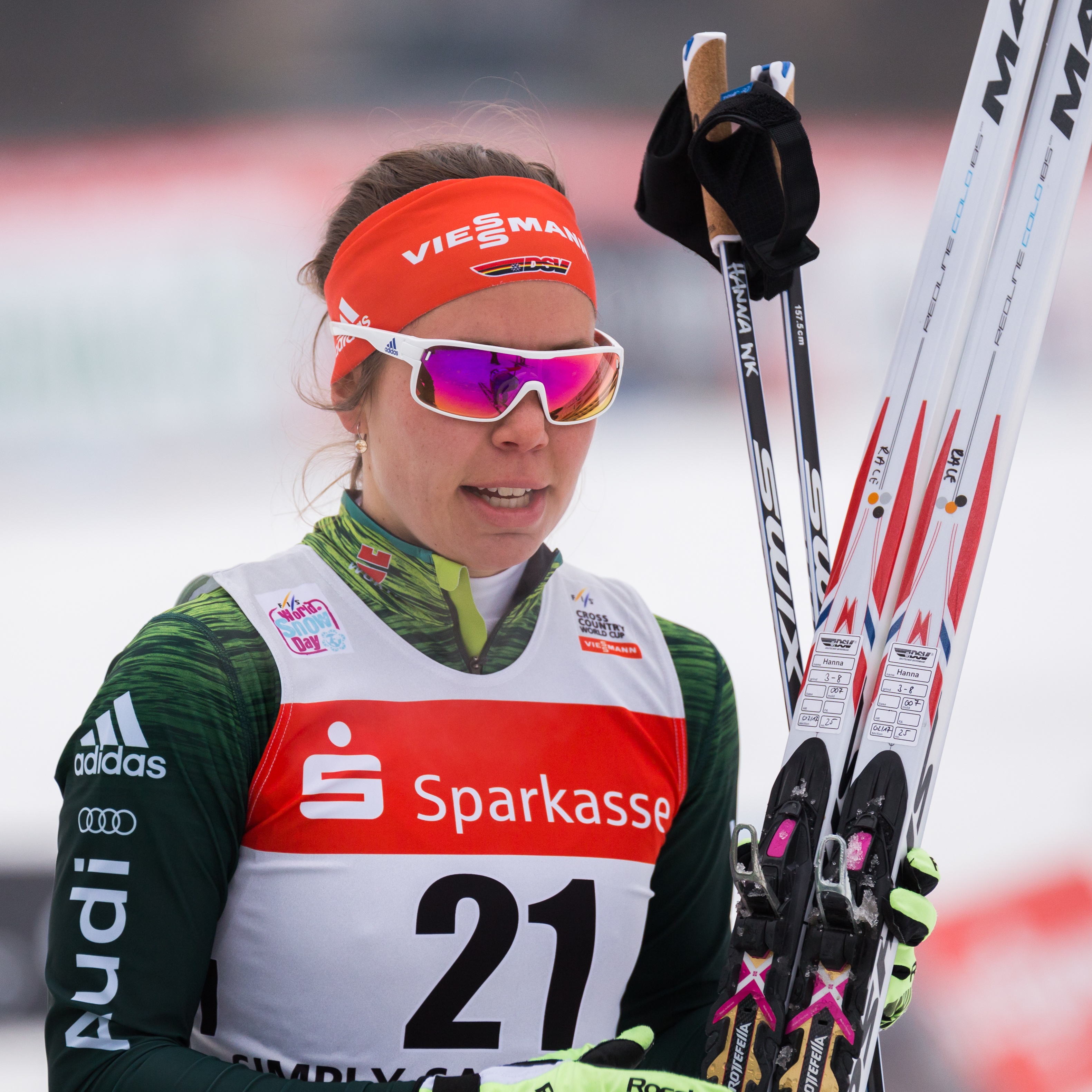
Beim Weltcup in Dresden 2018

| Saison  | Gesamt | Gesamt | Distanz | Distanz | Sprint | Sprint |
| Saison  | Punkte | Platz  | Punkte  | Platz   | Punkte | Platz  |
| ------- | ------ | ------ | ------- | ------- | ------ | ------ |
| 2009/10 | 35     | 78.    | –       | –       | 35     | 54.    |
| 2010/11 | 71     | 54.    | 5       | 78.     | 66     | 35.    |
| 2011/12 | 132    | 49.    | 16      | 59.     | 116    | 29.    |
| 2012/13 | 185    | 37.    | –       | –       | 185    | 12.    |
| 2013/14 | 158    | 39.    | –       | –       | 158    | 14.    |
| 2014/15 | 147    | 45.    | –       | –       | 147    | 15.    |
| 2015/16 | 213    | 32.    | –       | –       | 213    | 13.    |
| 2016/17 | 75     | 58.    | –       | –       | 75     | 29.    |
| 2017/18 | 68     | 60.    | –       | –       | 68     | 30.    |